# Ренато Курі (стадіон)
Стадіон Ренато Курі (італ. Stadio Renato Curi) — футбольний стадіон, побудований 1975 року у Перуджі. Домашня арена однойменного клубу.
Відкритий в 1975 році й отримав назву Міський стадіон П'ян-ді-Массіано по назві району, в якому розміщувався. 1977 року отримав сучасну назву, на честь футболіста «Перуджи» Ренато Курі, який помер на цьому стадіоні.

## Історія
Завод побудований за проєктом інженера Луїджі Корраді, спочатку під ім'ям Міський стадіон П'ян-ді-Массіано влітку 1975. Завдяки використанню багатьох збірних матеріалів, арена була побудована за більше чотирьох місяців, з 15 травня по 5 жовтня. Стадіон замінив колишню домашню арену клубу Санта-Джуліана, розташовану в історичному центрі, яка стала недостатньою для розвитку потреб «Перуджі», яка вийшла до Серії А.
На момент урочистого відкриття, стадіон мав форму «U» за відсутністю південної трибуни (curva Sud). Завершення будівництва цього сектору відбулось лише 7 листопада 1979 року перед матчем Кубка УЄФА між Перуджею і «Арісом» (Салоніки);
26 листопада 1977 року стадіон отримав назву імені Ренато Курі, в честь півзахисника «Перуджі», який помер на цьому полі 30 жовтня від зупинки серця по ходу матчу чемпіонату країни між «біло-червоними» і «Ювентусом».
Між 1998 і 2006 роками були проведено ряд реконструкцій. Зміни в основному стосуються будівництва нових приміщень, розташованих нижче Західної трибуни, установка камер відеоспостереження, встановлення турнікетів на вході (пізніше адаптованих для електронної реєстрації входів) і установку на всіх секторах стадіону стільців червоного і білого кольорів, які формують напис «AC Perugia» на основній трибуні і «R Curi» на північній трибуні. Із зміною назви команди на «Perugia Calcio» у 2005 році, нове керівництво прибрало сидіння, які формували напис «AC» на верхній частині Східної трибуни.
На початку 2013 року на арені були прибрані бар'єри між трибунами і ігровим полем, згідно з правилами УЄФА. 29 серпня 2014 року, в матчі «Перуджа»-«Болонья», у першому турі Серії Б, вперше в професіональних італійських змаганнях було використано зникний спрей.

## Зустрічі
З 1980-х років, стадіон приймав шість матчів національної збірної Італії. Дебют відбувся в 1983 році, коли італійці обіграли Кіпр (3:1) у кваліфікації до чемпіонату Європи 1984 року. А останню — 2014 року, зігравши внічию в товариській грі з Люксембургом (1:1) напередодні чемпіонату світу 2014 року. Між цими іграми були ще чотири зустрічі: товариські матчі 1988 року проти Шотландії (2:0) і в 2001 році проти ПАР (1:0), матч в 1996 році проти Грузії (1:0) в рамках кваліфікації до чемпіонат світу 1998 року, а також зустріч з Грецією в рамках підготовки до чемпіонату світу 1990 року.
У ході робіт з реконструкції Міського стадіону у Флоренції напередодні чемпіонату світу 1990 років, «Фіорентина» використовувала «Ренато Курі» як домашню арену у сезоні 1989/90, в тому числі на стадіоні пройшов півфіналі Кубка УЄФА проти німецького «Вердера».
Після закінчення чемпіонату в Серії А 1988/89, стадіон прийняв матч плей-оф між «Фіорентиною» і «Ромою» (1:0), який визначив останнє місце в зоні УЄФА від Італії.
У сезоні 1994/95 стадіон був спочатку вибраний в якості місця проведення Ліхтарного дербі 30 квітня 1995 року, через дискваліфікацію стадіону «Дженоа»; однак апеляційна комісія скасувала дискваліфікацію і матч таки відбувся на стадіоні «Луїджі Ферраріс» в Генуї.

## Галерея

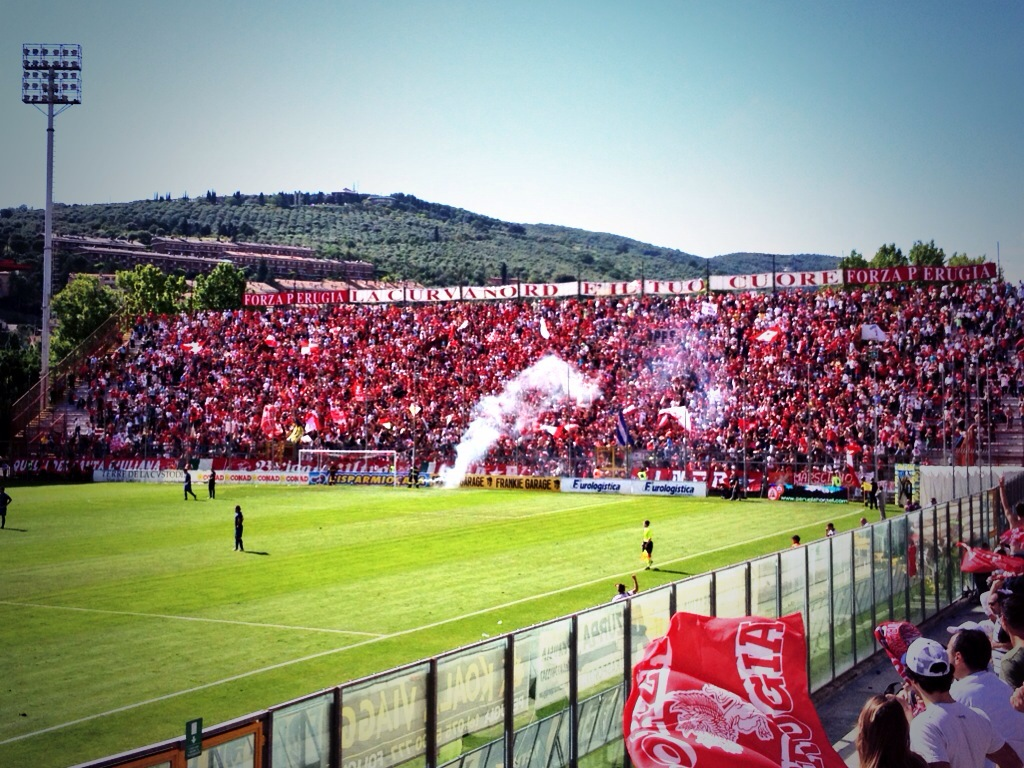
Вболівальники «Перуджі» на стадіоні
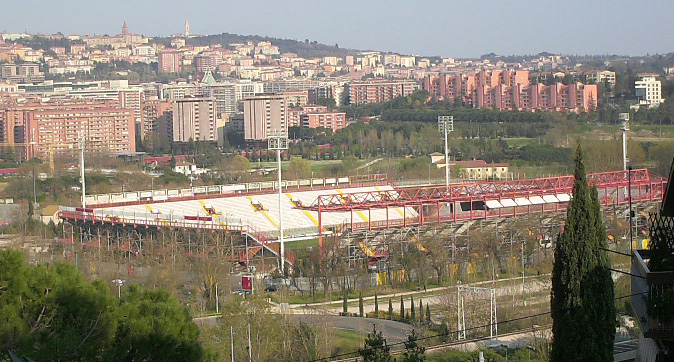
Стадіон здалеку
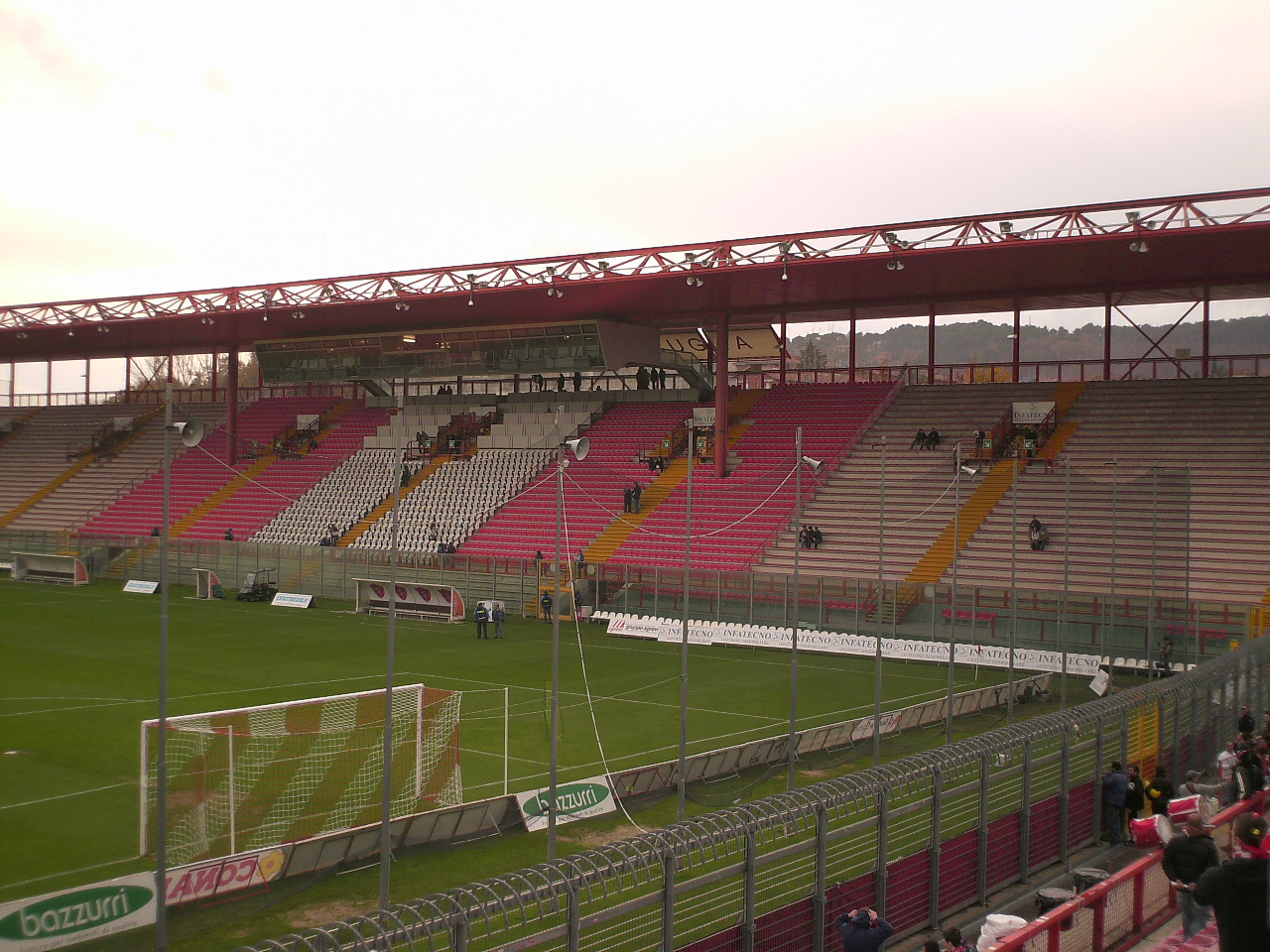
Головна трибуна
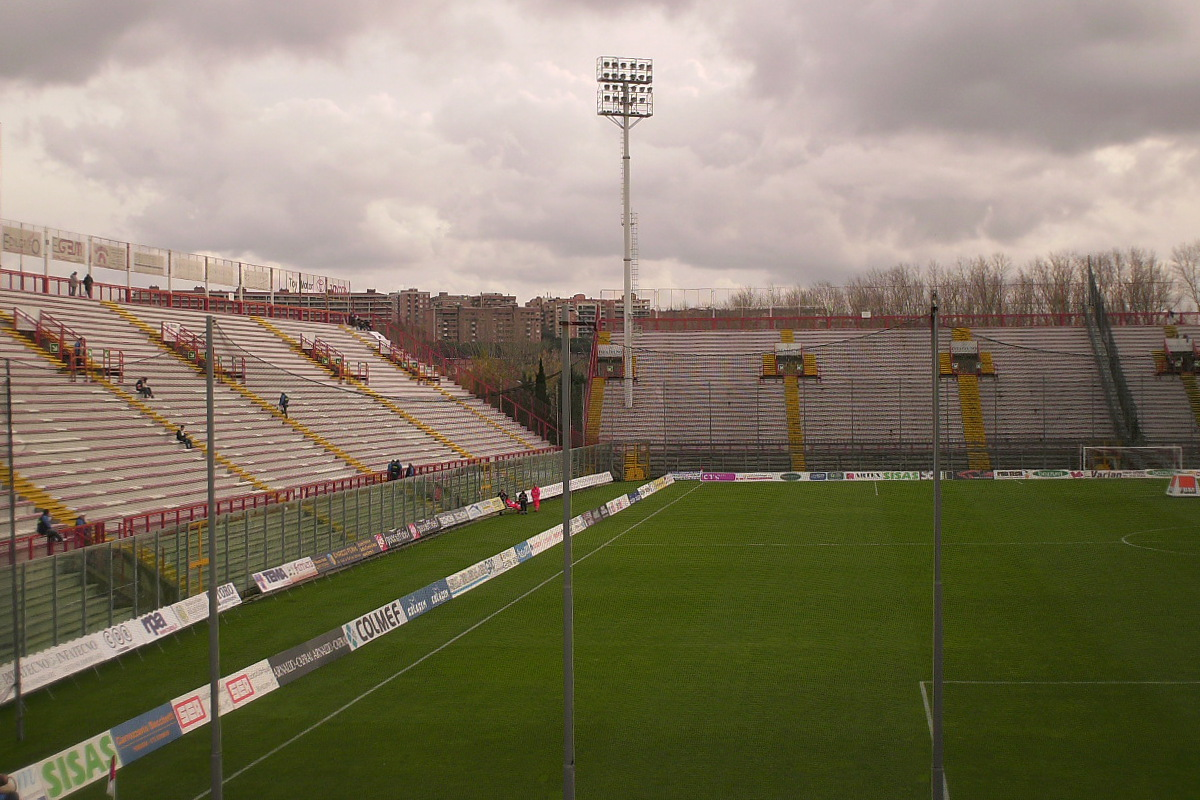